# Hilara arnaudi
Hilara arnaudi är en tvåvingeart som beskrevs av Niesiolowski 1991. Hilara arnaudi ingår i släktet Hilara och familjen dansflugor. Inga underarter finns listade i Catalogue of Life.